# Sant Martí de Nagol
Sant Martí de Nagol ist eine romanische Kirche aus dem 11. Jahrhundert, die in der andorranischen Pfarrei Sant Julià de Lòria zu einem Ort von kulturellem Interesse wurde.
Die Kirche zeichnet sich durch ihre Lage an einem Felsen auf der Nordseite des Schiffes und mit einer Klippe, die auf der Südseite liegt aus. Sant Marti de Nagol ist zugleich der Eingang zum San Julián Tal.
Am 7. Mai 1048 wurde die Kirche erstmals in einer Spende von Santa María de Urgell dokumentiert. Die Wand der Apsis ist halbkreisförmig mit einem Viertelkugelgewölbe und das Dach ist mit Schieferplatten gedeckt. Im Jahr 1981 wurde es vom Servicios del Patrimonio Artístico de Andorra restauriert.